# Palača Lucić u Trogiru
Zgrada Lucić, zgrada u Trogiru na Obali bana Berislavića 15.

## Opis
Palača Lučić (ili Palača Lucić) je renesansna palača na južnom gradskom zidu, od kojega su se sačuvali samo donji dijelovi, na gradskoj rivi u staroj jezgri Trogira. Korijeni građevine sežu u srednji vijek, prvi put je preuređena tijekom 16. stoljeća, a pregradnje južne strane kuće u 19. stoljeću uništile su njen originalni izgled. U palači su živjeli Petar Lučić, autor prve hrvatske pjesmarice starih pisaca (Vartal), te njegov sin Ivan Lučić, povjesničar i latinist danas poznat kao otac hrvatske historiografije. Palaču Lucić krase raskošni graditeljski elementi s prepoznatljivim rukopisima renesansnih umjetnika, učenika slavnih imena poput Nikole Firentinca, dovratnici i okviri glavnih i sjevernih vrata, reljefi, obiteljski grbovi, trifora i monofora. 
U središtu je zatvoreno dvorište u kojemu je jedna bogato ukrašena renesansna trifora i kameni balkon na konzolama. Na prvom je katu mala terasa s ukrašenom krunom bunara.
Godine 2017. sanirano je dotrajalo krovište palače.

## Zaštita
Pod oznakom RST-137, rj.br.: 35/174-1963 zavedena je kao nepokretno kulturno dobro - pojedinačno, pravna statusa zaštićena kulturnog dobra, klasificirano kao "profana graditeljska baština".